# Hipparchia minutula
Hipparchia minutula är en fjärilsart som beskrevs av Ruggero Verity 1938. Hipparchia minutula ingår i släktet Hipparchia och familjen praktfjärilar. Inga underarter finns listade i Catalogue of Life.